# Aedes albopictus
Stegomyia albopicta · Moustique-tigre
Espèce
Synonymes
- Culex albopictus Skuse, 1894 (protonyme)
- Stegomyia albopicta (Skuse, 1894)

Aedes albopictus (ou Stegomyia albopicta selon que Stegomyia est reconnu comme sous-genre d'Aedes ou genre à part entière), le Moustique-tigre, est une espèce d'insectes diptères de la famille des Culicidae, originaire d'Asie du sud-est. C'est l'une des cent espèces les plus invasives au monde, étant actuellement présente dans 100 pays sur les cinq continents.

## Description de l'espèce

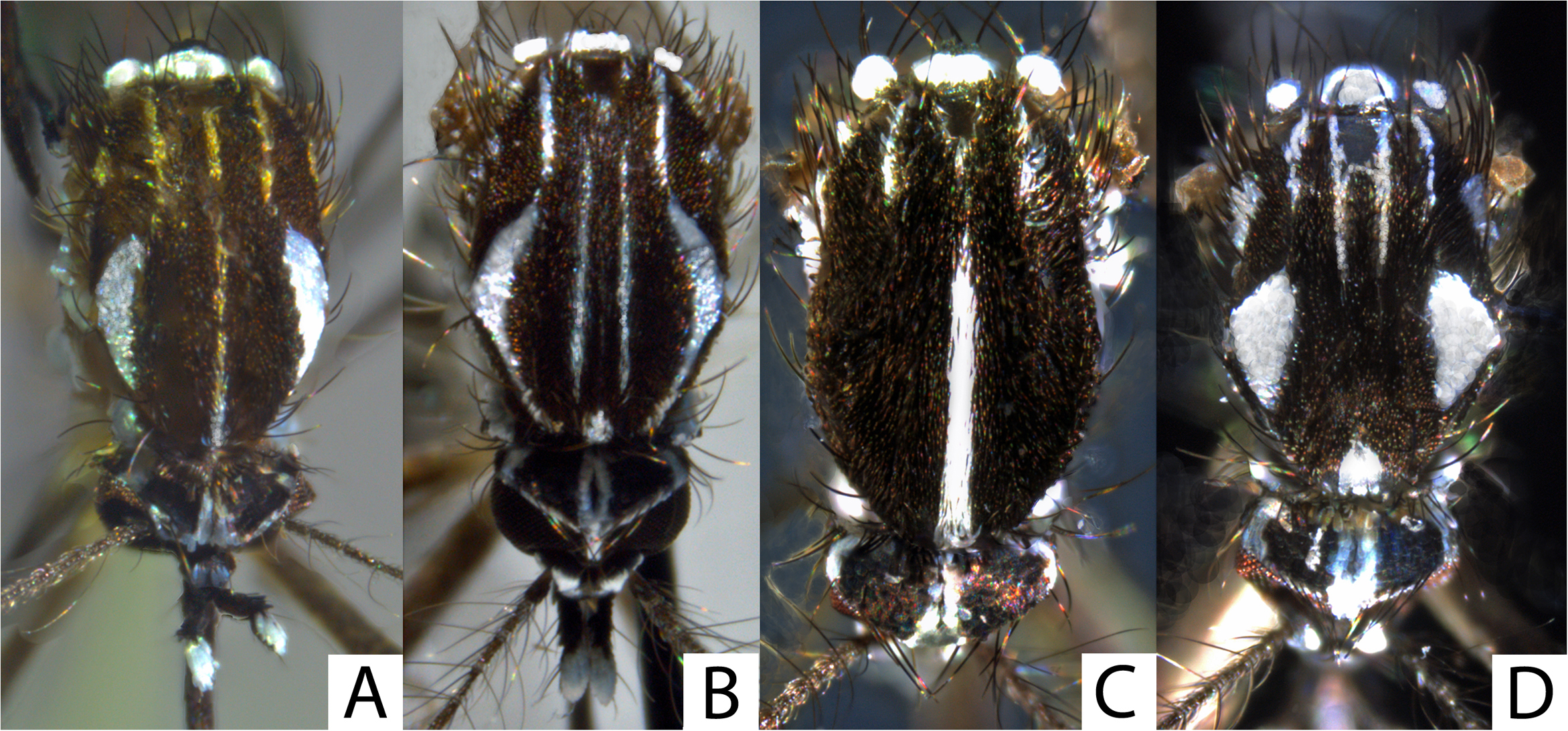
Thorax de 4 espèces dAedes ou Stegomyia ; A. albopictus est en C, se distinguant par une bande blanche centrale.

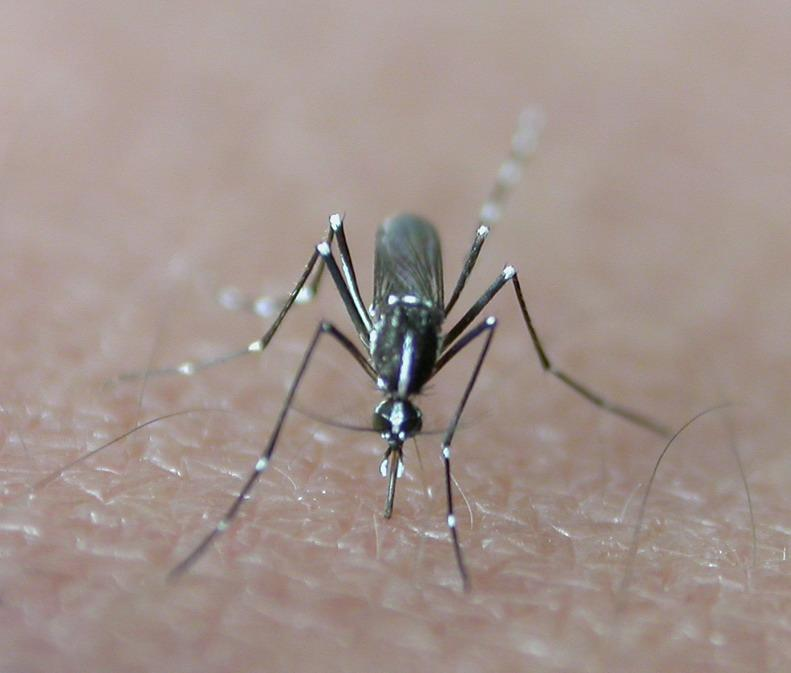
Aedes (Stegomyia) albopictus surnommé « moustique tigre », bien caractérisé par sa ligne blanche longitudinale unique, visible sur le scutum (« dos » du moustique).

A. albopictus est un moustique noir avec des marques argentées, d'une taille de 5 mm environ. Ce moustique-tigre se reconnait par la présence d'une ligne longitudinale d'écailles blanches en position centrale sur son thorax noir, visible à l'œil nu.
Il doit son nom à ses rayures qu’il porte sur ses pattes (anneaux blancs à la base des tarsomères) et qu'il partage avec les espèces du même sous genre Aedes (Stegomyia).

## Cycle biologique
La moitié des femelles vit 29 jours à 25 °C et 32 jours à 30 °C.
Ce moustique se développe majoritairement en zone urbaine et périurbaine. Après un repas sanguin, la femelle pond sur des surfaces solides se situant à quelques millimètres au-dessus d'une eau stagnante, dans les gîtes anthropiques, c'est-à-dire créés par l'homme, par exemple dans les vases, soucoupes de pots de fleurs, gouttières mal vidées, vieux pneus, récipients en fer ou en plastique abandonnés, à condition qu'ils soient dans l'obscurité permanente.
Il est aussi capable de coloniser des gîtes larvaires naturels, comme les creux de rocher, les trous d'arbre, les flaques d'eau après les fortes pluies.
Après l'accouplement, les femelles stockent les spermatozoïdes dans leur spermathèque pour toute leur vie. Selon la température, l'ovogénèse dure environ 3 jours, et les femelles pondent de 40 à 80 œufs par ponte.
Les œufs d’Aedes peuvent survivre plusieurs mois en absence d'eau, ce qui facilite leur expansion par transport commercial international. De plus, en climat tempéré, les œufs d'Aedes albopictus peuvent réduire leur métabolisme en automne, ce qui leur permet de survivre jusqu'au printemps suivant. Il s'agit d'un phénomène de dormance, ou encore de diapause induite par les variations de lumière (photopériodisme).
Pour croître, les larves ont besoin d'au moins environ 1 cm d’eau stagnante durant cinq jours. Ces larves microphages se nourrissent de petites particules organiques (débris végétaux ou d'insectes). La phase larvaire dure en général de 4 à 8 jours, favorisée par des températures élevées, mais peut s'étaler sur plusieurs semaines si la température reste basse,
Les nymphes restent aquatiques et ne se nourrissent pas, le stade nymphal dure de 1 à 3 jours.

## Comportement
A. albopictus est une espèce active majoritairement durant la journée. C'est la femelle, une fois fécondée qui pique les mammifères ou les oiseaux pour absorber du sang dans lequel elle trouvera les protéines nécessaires à sa progéniture. Ce n'est pas directement le sang bu sur la précédente victime qui infecte la suivante, mais la salive que le moustique-tigre injecte dans sa victime pour fluidifier le sang.
La distance de vol actif des moustiques culicidae dépend des espèces, elle est le plus souvent inférieure à 1 km. Des cas de transport passif par le vent des moustiques jusqu'à plusieurs dizaines de km, ont été signalés mais mal documentés, car difficile à prouver. Le transport passif des œufs supportant la dessication est en revanche bien démontré comme mode d'invasion d'A. albopictus sur plusieurs continents.
Si une personne se fait piquer à son domicile ou dans son jardin, il y a donc de fortes chances que le moustique se soit développé à proximité.

## Adaptations

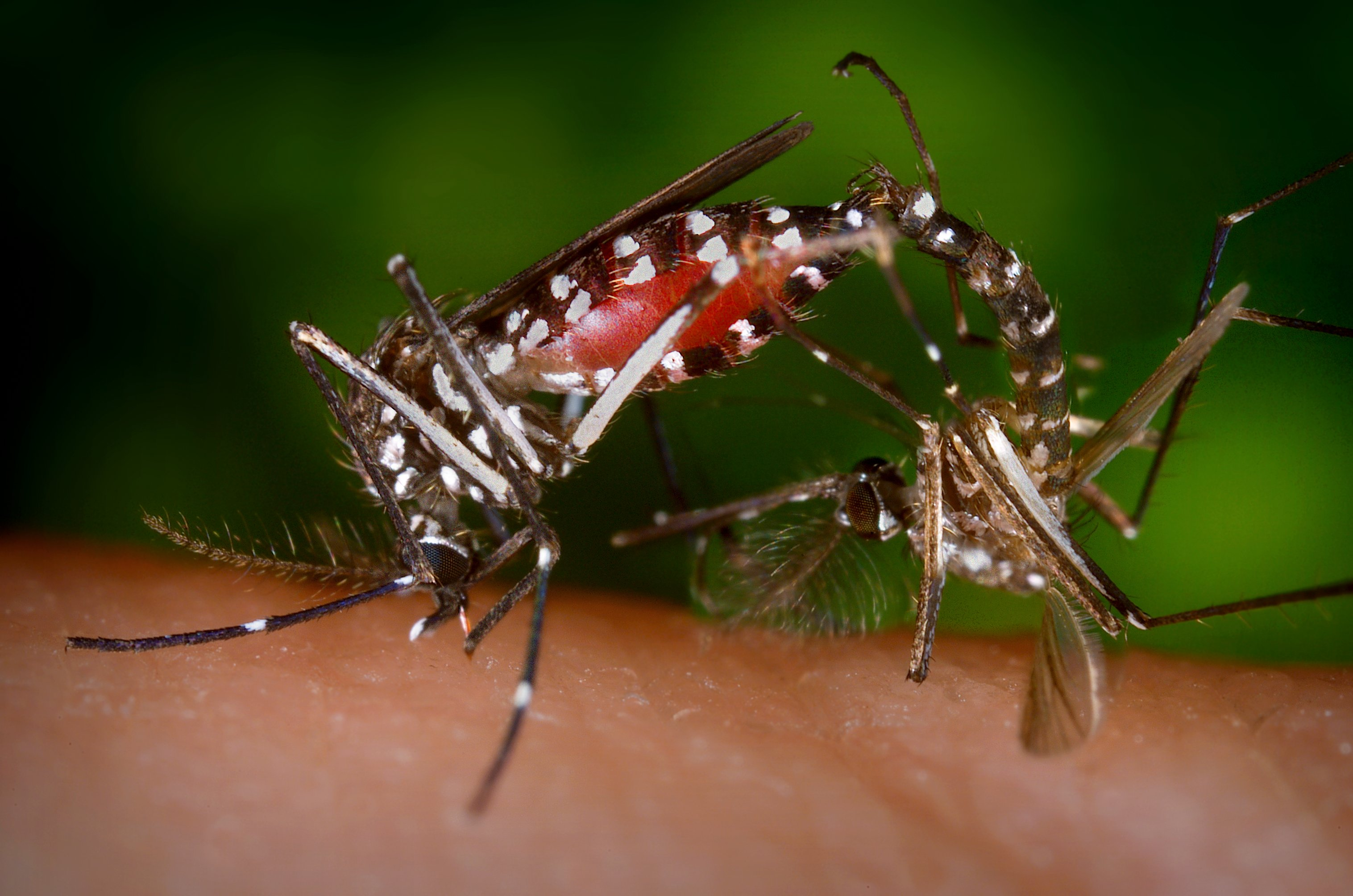
Un mâle s'accouple à une femelle A. albopictus en train de se gorger de sang.

Au sein d'une même espèce, la biologie de chaque population de moustique est adaptative, pouvant varier selon son environnement particulier : facteurs physiques naturels (température, hygrométrie, pluviométrie, nature des sols...), facteurs anthropiques (gîtes larvaires créés par l'homme, pesticides...), facteurs biotiques (couvert végétal, prédateurs, compétiteurs...)
A. albopictus peut survivre en dehors des saisons chaudes et zones humides. Les femelles sont capables de rester au repos, sans repas de sang, en hibernation durant les mauvaises périodes (saison sèche ou froide).
Une étude faite sur plus de 2 ans au milieu des années 2010 et sur neuf sites choisis dans des quartiers tous situés le long de son aire de répartition en développement dans le sud de New York, a montré que ce moustique semble se développer le mieux dans les zones les plus imperméabilisées des villes (qui sont souvent aussi des zones de bulles de chaleur urbaines). La même étude a montré que dans la région de New-York, les quartiers riches peuvent être aussi touchés que les quartiers pauvres. Cette étude a cherché, dans une large gamme de sites, si les caractéristiques des contenants présents dans la ville étaient prédictives du risque d'infestation par des larves d'Aedes albopictus ; les auteurs ont conclu que la plupart des caractéristiques des conteneurs n'étaient pas prédictives, concluant même que l’identification des principaux conteneurs n'était pas utile dans cette région. En zone tropicale, des larves sont retrouvées jusqu'à l'intérieur des maisons là où de l'eau stagnante est présente.
La présence en ville d’Aedes albopictus est très liée à l’assainissement pluvial. L’étude de référencement faunistique réalisée en Italie sur les 5 villes d’Emilie Romagne a montré que 98 % des larves d’Aedes albopictus ont été trouvées dans les réseaux de collecte des eaux pluviales, et les 2 % restant dans les des foyers classiques (vases, pneus, récipients etc.) contenant de l’eau de pluie mais dans une obscurité permanente,.

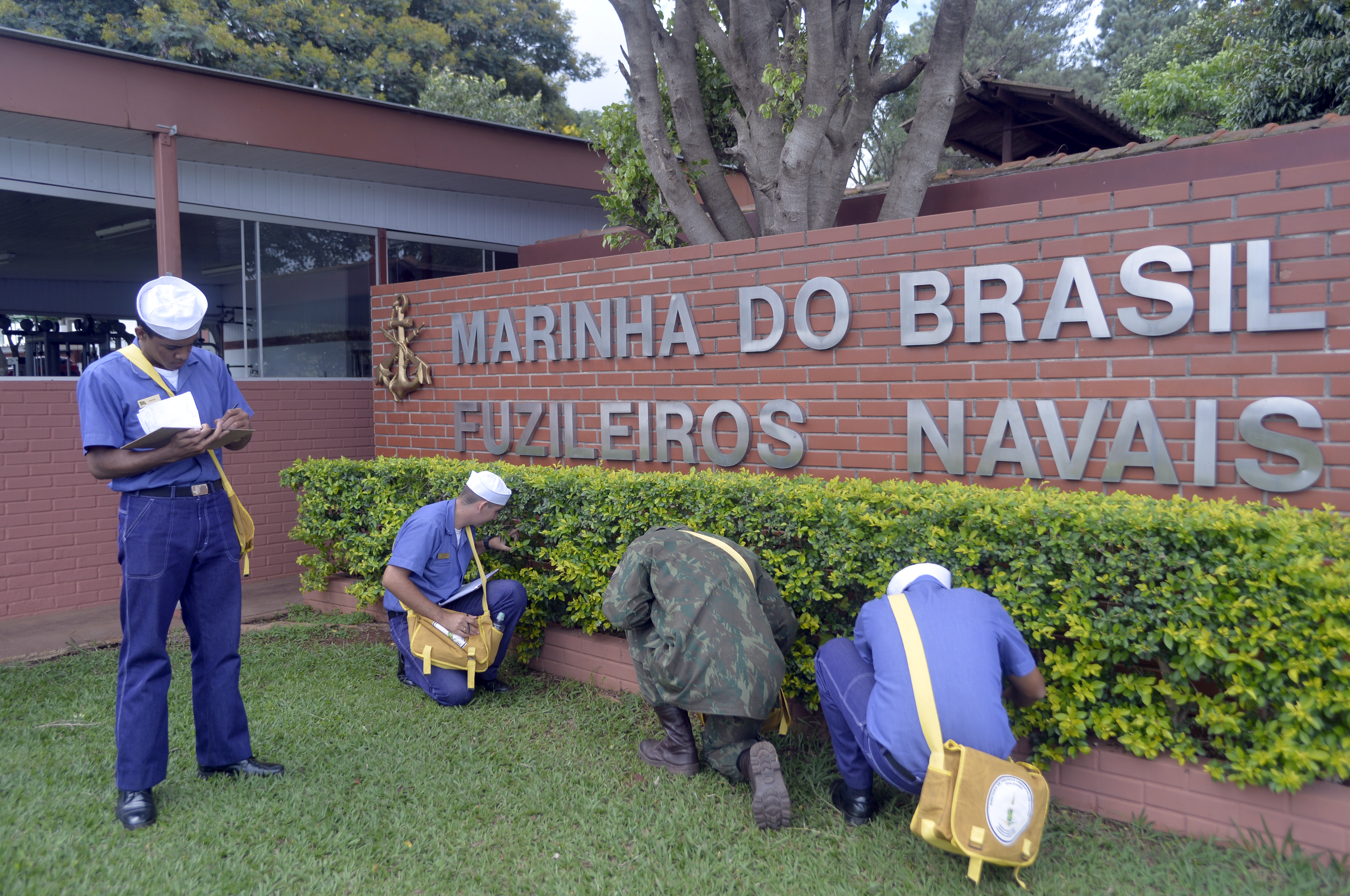
Fusiliers-marins mobilisés contre les gîtes de moustiques de leur propre base, Brésil 2016.

Sur toute son aire de répartition, le moustique-tigre est en compétition avec d'autres moustiques. Il partage la même niche écologique que A. aegypti, et les deux espèces peuvent coexister en sympatrie dans les zones urbaines où elles entrent en interactions compétitives. En Asie du Sud-Est, on observe une aptitude compétitive supérieure d'A. aegypti par rapport à A. albopictus, alors que c'est le contraire en Amérique du Nord et du Sud, en Afrique centrale et dans l'océan Indien.
Contrairement à A. aegypti, qui reste le plus souvent confiné à la zone tropicale, les œufs et larves d'A. albopictus peuvent résister à des températures négatives.

## Expansion

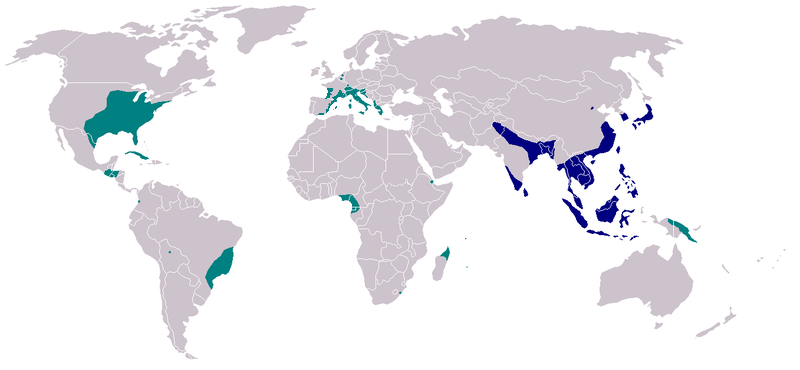
Aire de répartition du moustique-tigre (2007).
aire de répartition historique
zones d'introduction depuis 30 ans

- 0,0 (probabilité minimale : aucune présence)
- 0,5 (probabilité médiane : égalité des chances, absent/présent)
- 1,0 (probabilité maximale : présence certaine)

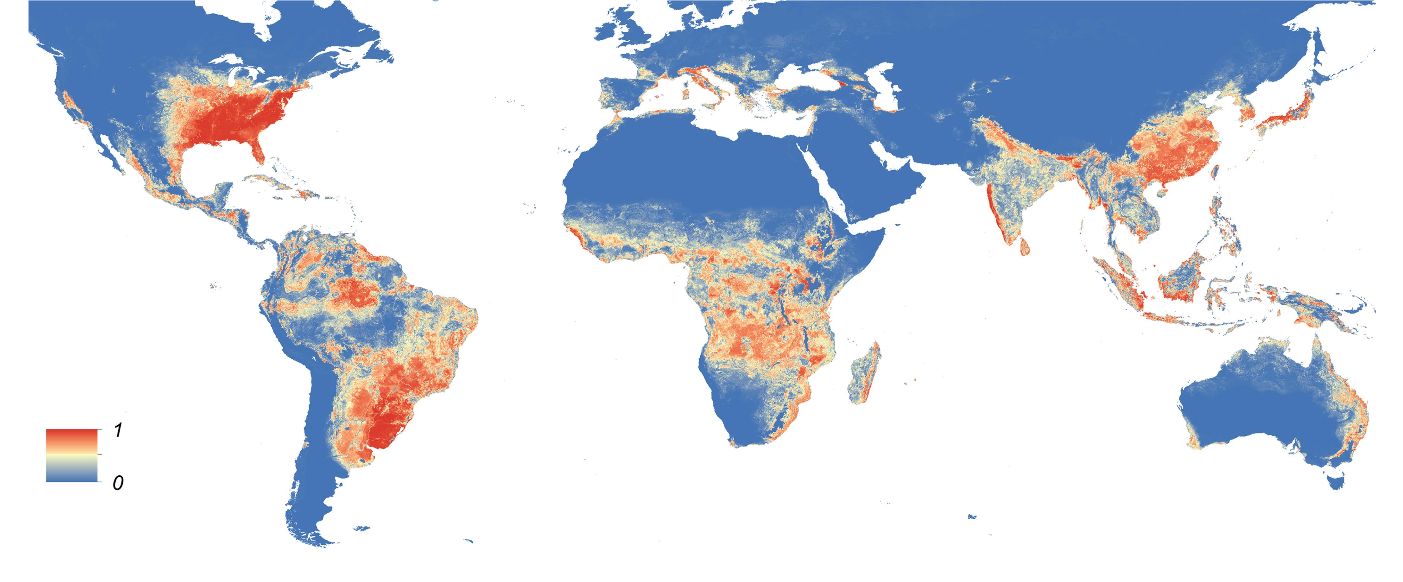
Prévision, pour 2015, de la probabilité de répartition du moustique-tigre (établie en 2015).
Probabilité de présence :
0,0 (probabilité minimale : aucune présence)
.../...
0,5 (probabilité médiane : égalité des chances, absent/présent)
.../...
1,0 (probabilité maximale : présence certaine)
.

Le moustique tigre est originaire de l'Asie du Sud-Est ; il a été décrit pour la première fois à Calcutta en Inde en 1894. Il est aujourd'hui présent sur tous les continents, à l'exception de l'Antarctique.
Il est probable qu'il ait accompagné les vagues de peuplement du sud-ouest de l'océan Indien par les peuples d'origine indonésienne. Avant 1979, sa distribution géographique s'étendait du Pacifique à l'océan Indien.

### Facteurs d'expansion
Le réchauffement climatique ne serait pas le principal responsable de l'expansion de cette espèce.
La capacité d'expansion de Aedes albopictus est liée à l'adaptation rapide de l'espèce à de nouveaux environnements, comme les zones tempérées, plus en altitude, et moins humides. On cherche à comprendre les facteurs génétiques liés à cette plasticité.
Ses facultés d'adaptation tiennent en partie au fait que Aedes albopictus est une espèce généraliste, capable d'occuper des environnements anthropiques ou naturels, et pouvant piquer aussi bien l'Homme que les animaux. De plus, ses œufs résistent à la dessication, au froid et à la grande chaleur. Lorsqu'ils sont en état de diapause, les œufs sont plus gros et contiennent plus de lipides.
Son expansion s'effectue à l'occasion du flux croissant de marchandises par transport international.
Depuis la fin des années 1970, Aedes albopictus est en expansion mondiale vers l'Amérique, l'Afrique et l'Europe, même en zone non-tropicale. Son aire de répartition ne cesse de se modifier, avec des risques sanitaires préoccupants,.

### Amérique
En Amérique continentale, la première introduction s'est produite aux États-Unis en 1985 (Texas) et au Brésil dès 1986. Le transport ou le stockage de vieux pneus dans lesquels de l'eau stagne toujours après la pluie (de par la forme du pneu) a pu servir de véhicule principal. Il serait parvenu de cette manière, du Japon, à Houston aux États-Unis, d'où il a conquis une majeure partie du continent américain.
Il a ensuite envahi le Mexique où il a été détecté en 1988, premier pays du continent infecté par les virus de la dengue  DEN-1 et DEN-3. La route d'invasion est passée par l'Amérique centrale jusqu'en Amérique du Sud, au Brésil où il s'est propagé dans 20 des 27 États. Il a été signalé en Colombie et en Argentine en 1998 au nord de la province de Misiones, zone où il perdure, plus récemment (2009) à Caracas, Venezuela.

### Afrique
D'après un article de le Journal of the American Mosquito Control Association, Aedes albopictus est détecté pour la première fois en Afrique en 1989. Il s'agissait de larves qui furent transportées du Japon vers l'Afrique du Sud dans des pneus usagés. En 1991, Aedes albopictus est détecté au Nigeria, puis s'étend aux régions voisines,.

### Océanie
Aedes albopictus est identifié pour la première fois en Australie en 2005, dans le détroit de Torrès. Il s'agit d'une population originaire d'Indonésie, passée par la Papouasie-Nouvelle-Guinée. Une campagne d'éradication et de sensibilisation de la population moustique est lancée, mais sans grand résultat. En 2009, le moustique pénètre l'Australie insulaire par la péninsule du cap York. Cependant, il n'était encore présent qu'au Nord du Queensland, même s'il continuait son expansion dans tout le détroit de Torrès,,,,.

### Europe
Depuis le début des années 1990, il est très présent sur une grande partie de l'Italie où il a été découvert pour la première fois à Gênes dans un dépôt de vieux pneus importés,. Il est particulièrement abondant en Romagne surtout dans les villes de la province de Ravenne ainsi que dans la région des Abruzzes et Molise.
On le trouve également ponctuellement dans d'autres pays d'Europe méditerranéenne comme le Monténégro et la Croatie, à Malte, et il a été repéré en Allemagne, en France et en Belgique en 2000 et 2013, en Catalogne (Espagne) vers 2005 et aux Pays-Bas en 2007, ou encore en Albanie et à Chypre.
En novembre 2007, il est repéré pour la première fois au nord des Alpes, dans le canton suisse d'Argovie.
En 2015, Aedes albopictus est implanté dans au moins 20 pays européens, en particulier ceux autour de la Méditerranée. Il gagne de nouveaux territoires tous les ans et sa distribution géographique doit être révisée en permanence par les programmes de surveillance.

#### France métropolitaine

##### Surveillance
En France métropolitaine, les moustiques sont suivis par département et par commune. Par exemple, lorsque le moustique est détecté à Toulouse, le moustique est déclaré présent à la fois dans la commune de Toulouse et dans le département de la Haute-Garonne, ce qui peut donner deux manières subjectivement différentes de percevoir une même réalité. L'Entente interdépartementale pour la démoustication du littoral méditerranéen (EID-Med) est l'organisme chargé de la surveillance dans le grand sud et organisme coordonne, en outre, l’ensemble des actions de surveillance sur le territoire métropolitain (autres territoires, non touchés).
Les risques de maladies liées au moustique tigre (arbovirose), sont eux, suivis par les Agences régionales de santé.
La prolifération du moustique tigre est aussi de la responsabilité des particuliers, car la majorité de ces moustiques se développent en zone urbaine, à proximité immédiate des habitations. Les habitants sont donc sensibilisés à la réduction des gîtes larvaires (voir la section Lutte).
| Niveau    | Description |
| --------- | --- |
| Niveau 0  | « moustique tigre » ni présent ni observé |
| Niveau 0b | Interception ponctuelle du « moustique tigre », dont l’installation a pu être évitée                                                                              |
| Niveau 1  | « moustique tigre » présent et actif dans des proportions très diverses : parfois dans la quasi-totalité du département, parfois dans quelques communes seulement |

Le graphique qui aurait dû être présenté ici ne peut pas être affiché car il utilise l'ancienne extension Graph, désactivée pour des questions de sécurité. Des indications pour créer un nouveau graphique avec la nouvelle extension Chart sont disponibles ici.

Source [PDF]:
Le graphique qui aurait dû être présenté ici ne peut pas être affiché car il utilise l'ancienne extension Graph, désactivée pour des questions de sécurité. Des indications pour créer un nouveau graphique avec la nouvelle extension Chart sont disponibles ici.

Source

##### Suivi
En France métropolitaine, Aedes albopictus est détecté pour la première fois en 1999 en Basse-Normandie mais ne s'y est pas installé de façon durable.
Depuis 2004, il est établi durablement sur la côte des Alpes-Maritimes et en 2006 en Haute-Corse. En 2011, il est considéré comme endémique dans 8 départements : Alpes-Maritimes, Var, Haute-Corse, Corse-du-Sud, Bouches-du-Rhône, Alpes-de-Haute-Provence, Gard et Hérault. Il est aussi détecté en Ardèche, dans l'Aude, les Pyrénées-Orientales, dans le Cantal, à Marmande (Lot-et-Garonne) et aux portes de Paris.
En juillet 2014, cette espèce est « implantée » dans 19 départements du sud de la France : Gironde, Lot-et-Garonne, Tarn, Haute-Garonne, Pyrénées-Orientales, Aude, Hérault, Gard, Ardèche, Vaucluse, Isère, Rhône, Drôme, Bouches-du-Rhône, Var, Alpes-de-Haute-Provence, Alpes-Maritimes, Corse-du-Sud et Haute-Corse.
Fin juin 2019, 51 départements français sont concernés et quasiment la moitié de la population française est susceptible d'être piquée’. Au 1er janvier 2022, le moustique tigre est implanté et actif dans 67 des 96 départements métropolitains. Au 1er janvier 2024, ce sont 78 des 96 départements de France métropolitaine qui sont officiellement colonisés par le moustique tigre, y compris Paris et ses couronnes. Alors qu'auparavant les maladies survenaient suite à des mouvements de populations vers la France (tourisme, échanges avec les départements d'outre-mer), avec l'implantation du moustique tigre en France les cas deviennent autochtones avec quelques cas en 2010 et 45 foyers en 2023.

##### Signalement
Afin de favoriser la surveillance et le suivi, la France s'est dotée d'un site destiné au signalement du moustique tigre.

#### Espagne

Distribution du moustique en Catalogne en 2010.

L'origine de la population espagnole du moustique tigre est inconnue. On suppose qu'il est arrivé en Espagne en provenance d'Italie. Il est détecté pour la première fois en août 2004 à Sant Cugat del Vallès, près de  Barcelone, par le Servei de Control de Mosquits del Consell Comarcal de Baix Llobregat, il s'est étendu à la ville de Barcelone et ses alentours en 2005 et en 2006 et poursuit son expansion en Catalogne et autres zones de la péninsule Ibérique. Sa propagation en Catalogne semble profiter des véhicules qui voyagent quotidiennement entre la ville et ses alentours.

#### Autres pays européens
En Suisse, le 31 janvier 2016, Peter Lüthi, un spécialiste local des moustiques a indiqué dans l’hebdomadaire Schweiz am Sonntag, que le moustique tigre a été signalé un peu partout de manière sporadique, à l'exception du Tessin où « la situation n’est pas totalement sous contrôle. ». En Belgique il est observé sporadiquement vers la fin des années 2010 et commence à y hiverner au début des années 2020, introduit par le trafic routier,.

## Vecteur de maladies

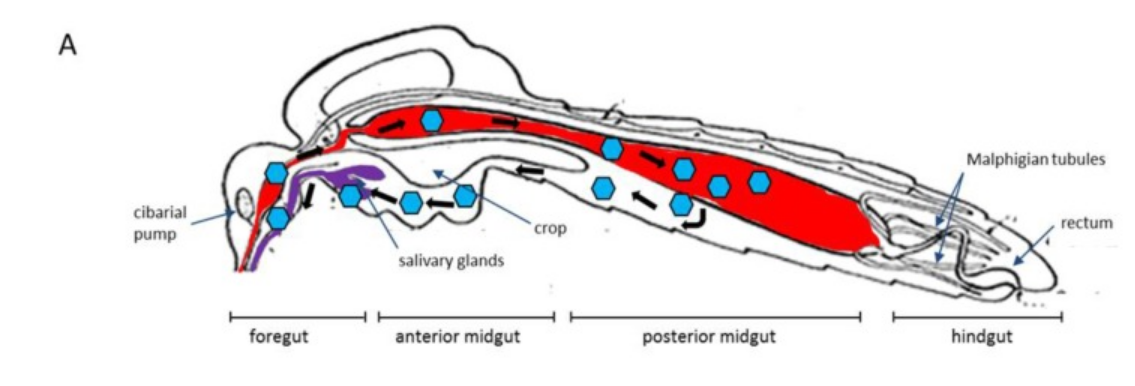
Figure schématique du tropisme des arbovirus chez un moustique vecteur.
Virion d'arbovirus

Les Aedes peuvent transmettre des arbovirus après avoir pris un repas de sang sur un hôte infecté. Une fois ingérés par les moustiques, ces virus pénètrent leur intestin moyen et infectent les cellules épithéliales, qui peuvent alors diffuser les virus dans les tissus internes. Ils pénètrent dans les cellules épithéliales par leurs microvillosités. La réplication de l'ARN viral a alors lieu dans la membrane du réticulum endoplasmique de ces cellules. Après la période d'incubation, les virus rejoignent les glandes salivaires ; ils peuvent alors être transmis par la salive du moustique. Aedes albopictus est capable de transmettre au moins 22 espèces d'arbovirus,,,.
Même si Aedes aegypti est le vecteur principal de la dengue, c'est Aedes albopictus qui a joué un rôle majeur dans l’expansion de cette infection en Afrique centrale, de même que pour le chikungunya, voire du virus Zika.

### Chikungunya
Seules les femelles sont vectrices du virus du chikungunya, car les mâles ne piquent pas. Les moustiques se contaminent en absorbant le sang d'un humain malade. Le virus se multiplie alors dans les cellules de l'insecte, en particulier son tube digestif, et finit par atteindre les glandes salivaires après une incubation de 2 à 6 jours. Le moustique peut alors contaminer d'autres personnes. Des tests contrôlés réalisés à La Réunion ont montré que si ce moustique est capable de se nourrir sur de nombreuses espèces (caméléon, poule, rat, chien, chèvre...), l'humain est choisi dans 70 à 90 % des cas dès lors que le moustique a le choix. En 2005, une épidémie de chikungunya frappe l'île de La Réunion, épidémie durant laquelle le moustique tigre s'avère être le principal vecteur de la maladie au détriment d'Aedes aegypti.
Une souche particulière du virus du chikungunya nommée E1-226V apparue après l'épidémie de 2005 se multiplie plus rapidement chez les femelles infectées, ce qui augmente encore les risques de transmission. En juillet 2007, il a été reconnu responsable de la transmission du chikungunya en Italie (plusieurs dizaines de cas dans la province de Ravenne), ce qui est le premier cas de transmission connue en Europe. Pendant l'été 2010, des cas autochtones de dengue et de chikungunya ont été signalés dans les Alpes-Maritimes et le Var,.
Depuis novembre 2013, une épidémie de chikungunya sévit dans les Antilles (Petites et Grandes Antilles), la Guyane française et quelques foyers en Amérique du Sud. Au vu de la répartition du moustique Aedès sur le département américain, il existe une surveillance épidémiologique active des malades en région tropicale antillaise et aux États-Unis.
Depuis octobre 2014, une épidémie de chikungunya se répand en Polynésie française, avec plus de 40 000 cas recensés en décembre 2014, dont 95 % sur les îles de Tahiti et Moorea. Le chikungunya était absent de Polynésie, où sévit également et pendant la même période une épidémie de dengue.

### Dengue
Le moustique tigre est un des moustiques vecteurs de la dengue.
En France métropolitaine, quatre cas de transmission autochtone de dengue ont été recensés à Nice en 2010, dans le Var en août 2014, dans le Gard en août 2015, et à Bergerac en 2019, mais le nombre de cas est extrêmement faible : quinze cas de dengue en 2015 dans le Gard, dix-sept cas de chikungunya en 2017 dans le Var.

### Virus Zika
Aedes albopictus est, avec Aedes aegypti, un des deux vecteurs identifiés de l'infection à virus Zika. Il n'y a pas eu à ce jour de transmission avérée de Zika entre humains en Europe. La surveillance de Aedes albopictus est cependant renforcée en 2016 dans plusieurs pays européens à la suite de l'épidémie observée en Amérique latine.

### Fièvre jaune et autres arboviroses
Le virus de la fièvre jaune, endémique d'Amérique du Sud et d'Afrique subsaharienne, est principalement transmis par Aedes aegypti, mais Aedes albopictus en a, expérimentalement, la capacité,. De même, ce moustique aurait, du fait de son opportunisme alimentaire (se nourrir sur d'autres hôtes que l'humain), une potentialité d'avenir de transmettre d'autres arboviroses, comme l'encéphalite de Saint-Louis. Des transmissions occasionnelles de plus d'une vingtaine d'arboviroses par A. albopictus ont été signalées.

## Lutte
En France, ces moustiques se retrouvent surtout en milieu urbain, dans les zones habitées, parce qu'ils y trouvent de la nourriture pour leurs œufs (en piquant), des eaux stagnantes pour pondre ainsi que des abris à l’ombre des arbres. Typiquement, les premiers cas en Europe ont été observés autour de dépôts de pneus, parfois importés depuis l'Amérique latine. Aujourd'hui ils sont observés principalement dans les réseaux de collecte d'eau pluviale, où ils bénéficient de la présence d'eau stagnante permanente, d'une paroi solide pour pondre et d'une obscurité continue.
Le Centre national d'expertise sur les vecteurs (CNEV), un laboratoire communautaire de référence, propose de signaler toute présence de l'espèce en France sur un site Internet officiel dédié, le Portail de signalement du moustique tigre.
Une coalition européenne a monté le projet Tiger en 2018 pour lutter contre cet insecte.

### Principes

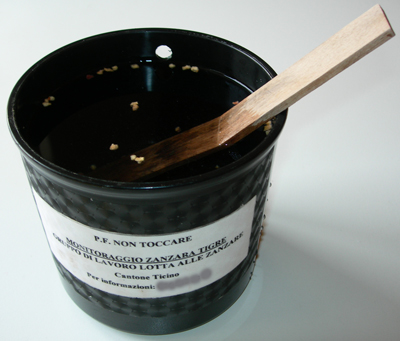
Ovitrap : piège servant à collecter ou détruire, les œufs ou larves de moustique-tigre, les femelles venant pondre sur la planchette en bois. Utilisé en Suisse dans le canton du Tessin.

La lutte antivectorielle (LAV) est un des moyens de lutter collectivement contre le développement du moustique tigre. Elle consiste à supprimer les gîtes larvaires à l'intérieur et à l'extérieur de son habitation ou à faire effectuer, par des professionnels, une lutte contre les moustiques adultes (traitement par un insecticide chimique ou biologique). Les ouvrages de gestion alternative des eaux de ruissellement ne le favorisent pas : un recensement des larves fait de mai à novembre 2016 en région lyonnaise a montré que dans ces bassins (végétalisés et d'infiltration) seules quatre espèces de moustiques sur 37 présentes en région ont été trouvées et le moustique-tigre n’a été détecté dans aucun ouvrage alternatif alors qu’il a été vu dans la zone.
Maîtriser l'extension de cette espèce implique de bien comprendre ses besoins et préférences en matière d'habitats ainsi que les facteurs influençant sa diffusion, son abondance, sa répartition spatio-temporelle. Le nombre de larves peut être évalué via des pièges à œufs (ovitraps) ; il est habituellement nettement plus grand que celui des adultes. Comme il est aussi a priori prédictif des risques de piqûres pour l'animal ou l'homme, de nombreuses études ont cherché à identifier et quantifier les facteurs facilitant la survie et la croissance de ces larves, notamment quand elles sont en compétition entre elles et/ou avec les larves d'autres espèces. On sait maintenant que mieux ces larves sont nourries, plus les femelles qui en seront issues seront lourdes et dotées d'ailes plus longues, et plus elles pondront d’œufs.
Comme les adultes, les larves ont pu devenir plus ou moins résistantes à une, voire à plusieurs sortes d'insecticides chimiques, et les espèces aquatiques prédatrices d'insectes sont elles-mêmes toutes vulnérables à la plupart des insecticides.

### Recommandations

#### Contre les larves de moustiques

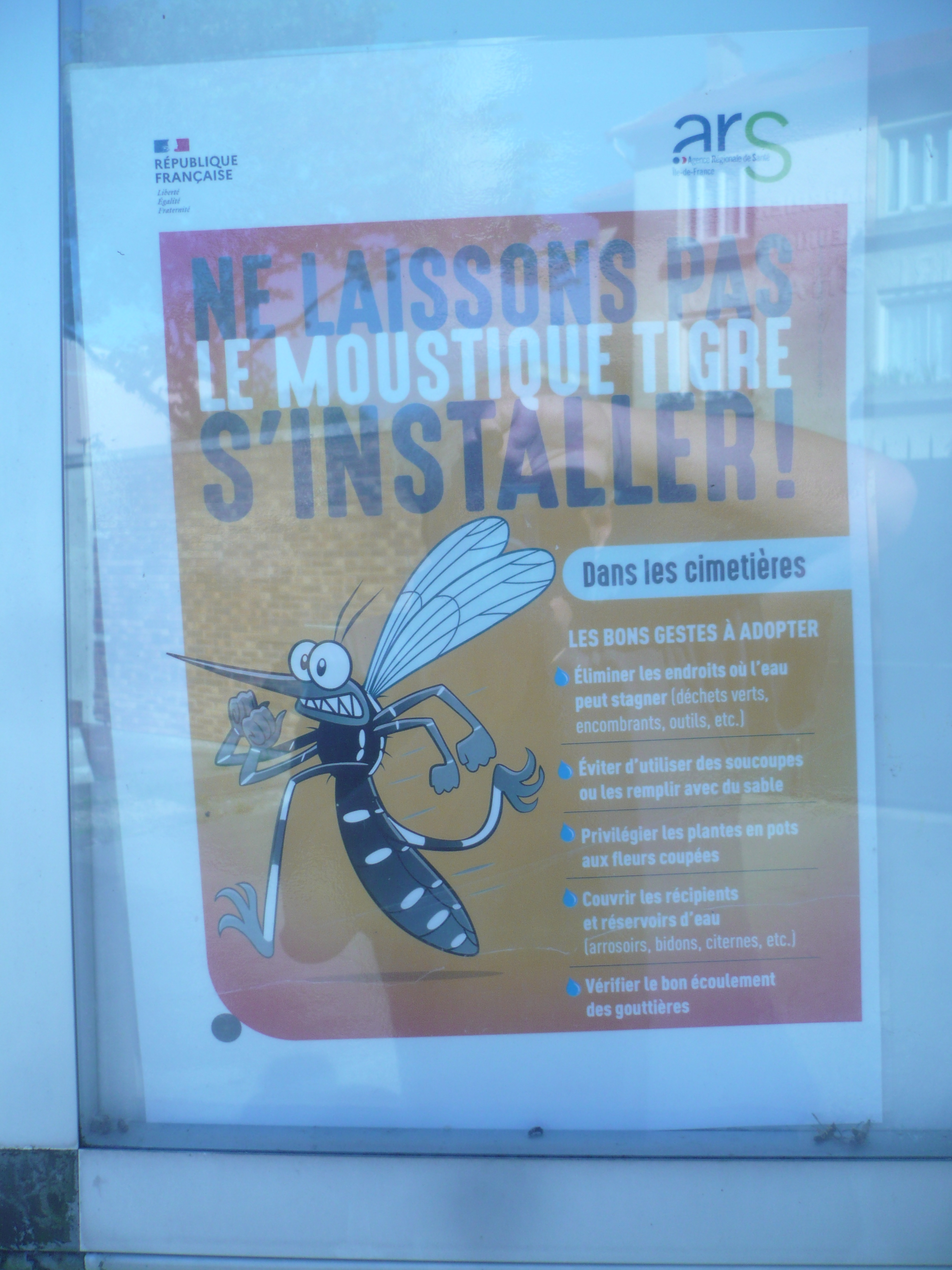
En 2024, affichette apposée sous l'égide de l'Agence régionale de santé Île-de-France près de l'entrée nord du cimetière de Bourg-la-Reine, dans les Hauts-de-Seine, en France, informant le public sur les précautions à prendre pour y éviter la propagation du moustique tigre.

Les femelles ne pondent pas dans l’eau mais juste au dessus de la surface, à sec. Autrement dit, les pontes s’effectuent sur les parois intérieures de n’importe quel contenant  pouvant recevoir de l’eau de pluie ou d’arrosage : petits récipients (5 ml suffisent), pieds de parasol, arrosoirs, gouttières bouchées des cabanons, bâches mal pliées offrant des recoins où l’eau stagne, soucoupes remplies et surtout les récupérateurs d’eau et les ouvrages d'assainissement pluvial.
Les principales recommandations pour diminuer le nombre de larves de moustiques sont de :
- couvrir les réservoirs d’eau avec un voile moustiquaire (ou un simple tissu) : bidons d’eau, citernes, bassins ;
- supprimer les endroits où l’eau peut stagner le temps d'un cycle de développement de la larve : pneus usagés, contenants susceptibles d'accumuler de l'eau et des détritus, bâches plastiques. Des ornières argileuses peuvent être remplies par du sable ou de la terre. Les moustiques sont en effet attirés par les eaux stagnantes et chaudes où de la matière organique en décomposition peut être source de nourriture pour les larves ; les femelles viennent y pondre ;
- les récupérateurs doivent faire l’objet d’un aménagement minutieux afin de ne pas permettre aux éventuels œufs qu’ils hébergent d’éclore et aux femelles gravides de venir y pondre. Un voile de moustiquaire bien tendu est très efficace[83].
- changer l’eau des soucoupes des fleurs et des plantes une fois par semaine, ou remplacer l’eau des vases par du sable humide ;
- renouveler totalement l'eau des abreuvoirs à oiseaux de jardin une fois par semaine ;
- vérifier le bon écoulement des eaux de pluie et des eaux usées et nettoyer régulièrement gouttières, regards, caniveaux et drainages ;
- couvrir les piscines hors d’usage et évacuer l’eau des bâches ou traiter l’eau : eau de Javel, cachet de chlore ;
- installer dans les bassins ou les réservoirs permanents des prédateurs de moustiques : gambusies par exemple.

Le tout, en évitant dans la mesure du possible de priver des espèces insectivores (petits poissons, amphibiens, musaraigne aquatique...) d'eau, ou de boue pour les hirondelles qui en ont besoin pour faire leur nid.
Une stratégie sur long terme, consiste à remplacer la collecte des eaux pluviales via des ouvrages enterrés, très propice à la reproduction d’Aedes albopictus, par des techniques alternatives de gestion des eaux de ruissellement urbain. Ainsi, dans la Métropole du Grand Paris, le territoire Grand Orly Seine Bièvre, a intégré dans sur PLUi un zonage pluvial dont un des objectifs est la lutte contre les moustiques tigres.

#### Contre les moustiques adultes
Les principales recommandations pour éliminer les lieux de repos des moustiques adultes sont d'entretenir régulièrement le jardin et les espaces verts :
- débroussailler et tailler les herbes hautes ainsi que les haies,
- élaguer les arbres,
- ramasser les fruits tombés et les débris végétaux,
- réduire les sources d’humidité, en limitant par exemple l’arrosage.

### Protection humaine
Afin de lutter contre le risque de transmission de maladies par cet insecte, le ministère de la Santé a émis plusieurs conseils, notamment à la suite de la découverte de spécimens en France. Le ministère de la Santé conseille notamment de porter des vêtements recouvrant au maximum le corps.
Les principales recommandations pour la protection individuelle sont de :
- porter des vêtements longs et protéger les pieds et chevilles[12], éviter les couleurs criardes et préconiser des couleurs pâles ou neutres tel que le bleu[85] ;
- aménager l’habitat (moustiquaires sur les lits et berceaux, grillage anti-moustiques aux fenêtres et portes, utilisation de ventilation et/ou de la climatisation)[86] ;
- utiliser des produits répulsifs cutanés[12].

Dans les jardins certaines plantes comme les géraniums, la lavande, le basilic, la citronnelle, les œillets odorants peuvent aider aussi à la prévention.
Outre ces précautions de base qui permettent d'éviter d'augmenter le nombre de moustiques, il est également possible de s'équiper de pièges spéciaux pour les moustiques tigres (éviter les appareils à lampe ultra-violet qui tuent tous les autres insectes nocturnes sans toucher aux moustiques tigres).
Plusieurs méthodes ne sont pas recommandées pour se protéger du moustique en raison de leur absence d'efficacité :
- appareils à ultrasons ;
- rubans, papiers et autocollants gluants sans insecticide ;
- bracelets anti-insectes ;
- huiles essentielles (efficacité généralement inférieure à 20 minutes) ;
- vitamine B1 ;
- homéopathie.

## Recherches

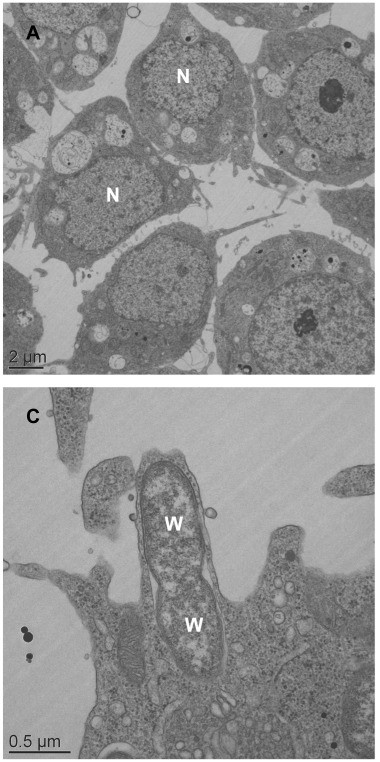
Wolbachia (désignées par "W") infectant des cellules dAedes albopictus.

Des recherches sur des approches dites de « suppression de population » sont actuellement en cours, à la Réunion et en Italie, par la technique de l'insecte stérile. Il s'agit de relâcher des millions de mâles stérilisés (par irradiation ou transgénèse) qui s'accouplent avec les femelles au détriment des mâles sauvages, et conduisent à des pontes avortées.
Une autre approche, dite de « remplacement de population », vise à contrôler la transmission de maladies par les populations présentes. Il s'agit ici de relâcher des mâles porteurs de souches de Wolbachia, un genre de bactéries symbiotes des insectes capables d'interférer avec le cycle viral.
Aedes albopictus est infecté par Wolbachia pipientis (bactérie de l'ordre des Rickettsiales). Cette bactérie affecte, entre autres, la durée de vie du moustique. Des Asaia (bactéries de l'ordre des Rhodospirillales) infectent aussi ce moustique,,.
Wolbachia pipientis cause aussi de l'incompatibilité cytoplasmique (le sperme et les ovules ne peuvent former une progéniture viable). En outre, ce phénomène est présenté comme une possibilité de réduire la propagation de la dengue,,.
Les deux approches, suppression de population et remplacement de population, ont été combinées avec succès en Chine pour quasiment éradiquer en deux ans (2016-2017) les populations d'Aedes albopictus de deux îles.
Les moustiques transgéniques ou OGM sont des moustiques transformés par introduction de gènes dits d'intérêt : gène de comportement (rendre moins anthropophile), de longévité, de l'immunité, etc. Cette trangenèse peut s'appliquer aussi aux bactéries endosymbiotiques du moustique comme Wolbachia, on parle alors de « paratransgenèse ».
La transgénèse est surtout utilisée aux États-Unis. En Floride, en 2016, des Aedes aegypti OGM OX513A sont utilisés pour réduire la population de moustiques vecteurs d'arboviroses. Ce moustique OGM a été autorisé par l’Agence américaine des aliments et des médicaments, jugeant comme non significatifs (risques inférieurs à ceux du moustique sauvage) les risques sur l'environnement humain. Ces méthodes pourraient s'appliquer à A. albopictus.
Si la transgénèse est bien maîtrisée d'un point de vue technique, il existe plusieurs obstacles à sa généralisation : le caractère que l'on cherche à modifier implique rarement un seul gène, le moustique OGM doit être adapté au milieu dans lequel on le relâche, le gène introduit doit diffuser dans la population naturelle du moustique, enfin la méthode du moustique OGM doit être acceptée socialement.

## Systématique

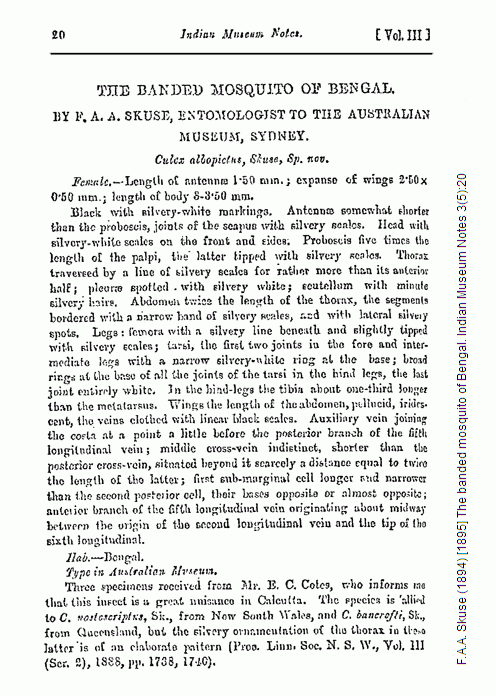
Description originale d'Aedes albopictus, alors nommé Culex albopictus, par Skuse

Cette espèce a été décrite en 1894 par Frédérick A. Askew Skuse sous le protonyme Culex albopictus. Les spécimens types ont été récoltés à Calcutta (Bengale, Inde) et sont aujourd'hui conservés à l'Australian Museum. 

### Filmographie
- Moustique Tigre : The Film, vidéo d'animation scientifique de santé publique] (Institut de recherche pour le développement)
- Spots de prévention du moustique tigre Chez vous : adoptez les bons gestes ! : n°1 et n°2 (Opérateur public français de démoustication / EID Méditerranée)